# Seal Island (Neuseeland)
Seal Island ist eine Felseninsel vor der West Coast der Südinsel von Neuseeland.

## Geographie
Seal Island befindet sich rund 36 km südsüdwestlich von Westport und rund 47 km nordnordöstlich von Greymouth, am südlichen Rand der Woodpecker Bay und rund 100 m nördlich des Kaipakati Point. Der New Zealand State Highway 6 führt in einer Entfernung von rund 280 m südöstlich der Insel vorbei. Seal Island besitzt eine Längenausdehnung von rund 340 m in Nord-Süd-Richtung und eine maximale Breite von rund 120 m in Ost-West-Richtung. Die etwas über 20 m hohe Insel besitzt dabei eine Flächenausdehnung von rund 2,2 Hektar.